# Polikarpe Kakabadse

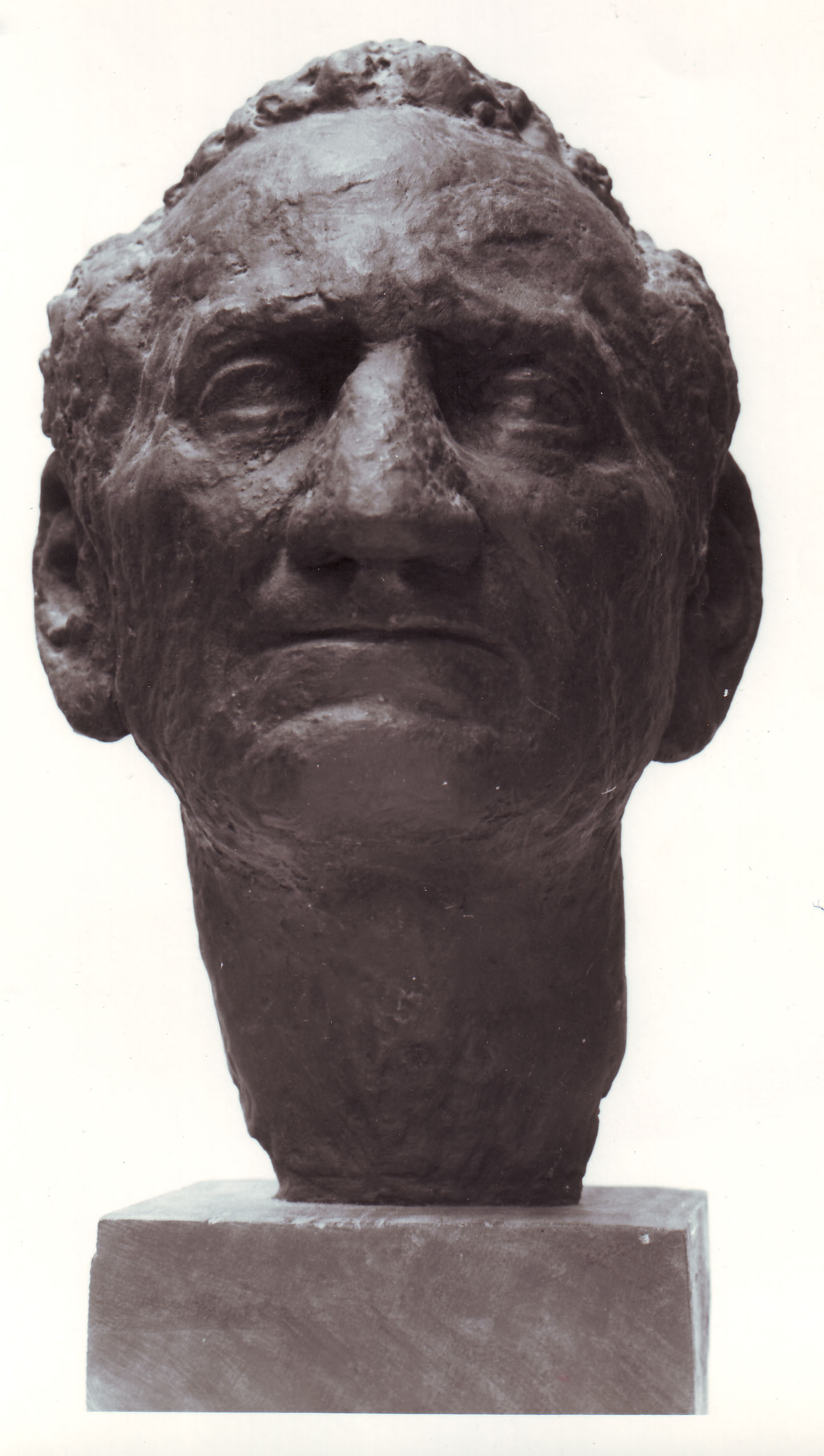
Polikarpe Kakabadse Bronze, Bildhauer Simon Girkelidse

Polikarpe Kakabadse (georgisch პოლიკარპე კაკაბაძე; * 23. Februarjul. / 7. März 1895greg. in Choni; † 17. Oktober 1972 in Tiflis) war ein georgisch-sowjetischer Dramatiker.

## Biographie
Polikarpe Kakabadse wurde am 7. März 1895 als Sohn einer Bauernfamilie geboren. Seine künstlerische Laufbahn begann im Jahre 1918. Kakabadse zeichnete sich in seinen Stücken als subtiler Psychologe und exzellenter Beobachter des bäuerlichen Lebens aus. Er gilt in Georgien als Meister des Dialogs. Sein bekanntestes Theaterstück ist die Komödie Qwarqware Tutaberi (ყვარყვარე თუთაბერი; auch Kvarkvare Tutaberi), die die Geschichte eines Nichtsnutzes erzählt, der durch revolutionäre Wirrungen zum Regierungschef wird. Kakabadse war überzeugter Pazifist. Die Geschichte wurde 1978 von Dewi Abaschidse verfilmt. Ein weiterer Film,
Qalishvili khidobnidan (ქალიშვილი ხიდებობიანი; auch Dewuschka is Chidobani) (1940) unter der Regie von Diomide Antadze, geht auf das Stück Bauernhochzeit zurück.
In seiner Geburtsstadt Choni befindet sich ein Museum mit Publikationen, Fotografien und Dokumentationsmaterial zu seinem Leben und seinem Werk.

## Auszeichnungen
In Tiflis ist eine Straße nach ihm benannt.

## Stücke
- Am Scheideweg (1918)
- Drei Jungfrauen
- Vor der Morgendämmerung
- Der Gefangene von Lissabon (1925)
- Qwarqware Tutaberi (1928)
- Bauernhochzeit (1937)
- Das Schwert von Kahaber
- Wachtang I
- Bagrat VII